# Charles George Herbermann
Charles George Herbermann, né le 8 décembre 1840 à Saerbeck (province de Westphalie) et mort le 24 août 1916 à Manhattan (New York), est un professeur et historien germano-américain.

## Biographie
Charles George Herbermann naît à Saerbeck près de Münster, en province de Westphalie, alors en royaume de Prusse, de George Herbermann et Elizabeth Stipp. Il arrive aux États-Unis en 1851, et sept ans plus tard, il obtient son diplôme au College of St. Francis Xavier, à New York. Il est nommé professeur de langue et littérature latines (1869-1914) et bibliothécaire (1873-1914) au College of the City of New York. Pendant plus de 50 ans, il est plongé au milieu de divers problèmes liés au catholicisme. Il est président du Catholic Club (1874-1875) et de l'United States Catholic Historical Society (1898-1913). Il est rédacteur en chef de la Catholic Encyclopedia depuis 1905. Il traduit History of Vinland de Torfason et écrit Business Life in Ancient Rome (1880).